# Cioban

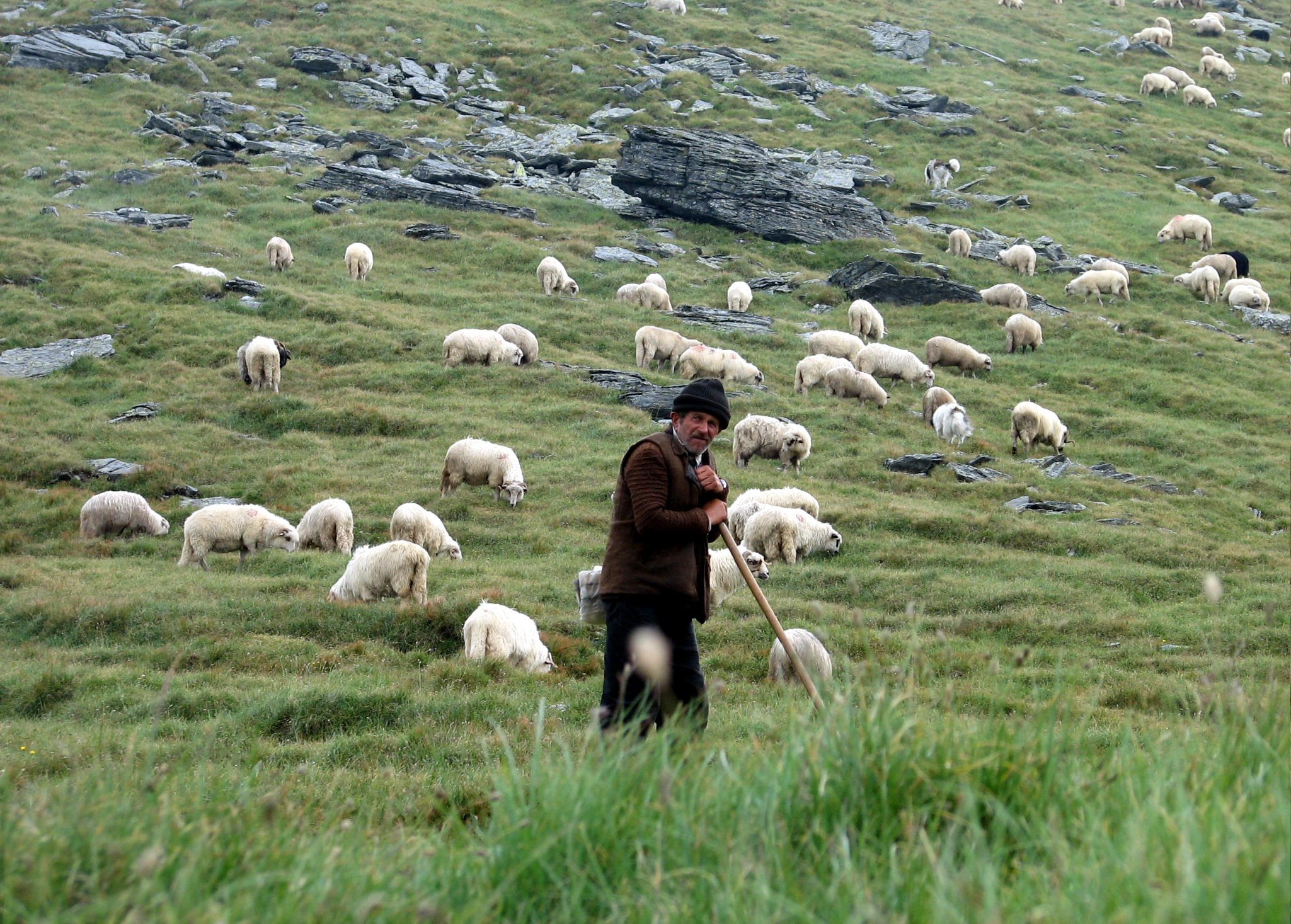

Un cioban este un păstor (îngrijitor) de turme de oi; denumirea este folosită și pentru proprietarul acestor turme (căruia i se spune și baci). Pe lângă denumirea de cioban, un păstor de oi poartă numele de oier sau (rar) ovicultor.
Adesea, proprietarul unor turme este și păstorul lor, dovadă fiind desemnarea celor două ocupații printr-un termen comun, acela de cioban.

## Etimologie
Etimologic, cuvântul cioban pare a proveni din limbile persană veche (šubān -- paznic de oi) și avestică. În limba română a pătruns din limba turcă (çoban -- cu același sens). Ipoteza lui Weigand a pătrunderii prin intermediul limbii bulgare nu se susține.